# فرخنده کلاه‌آبی
فرخنده کلاه‌آبی (نام علمی: Sporathraupis cyanocephala) گونه‌ای از پرندگان از تیرهٔ فرخندگان (Thraupidae) است. در گذشته در سردهٔ Thraupis جای می‌گرفت اما اکنون تنها گونه از سردهٔ Sporathraupis است.
در بولیوی، کلمبیا، اکوادور، پرو، ترینیداد و توباگو و ونزوئلا یافت می‌شود. زیستگاه‌های طبیعی آن جنگل‌های کوهستانی نمناک نیمه‌گرمسیری یا گرمسیری و جنگل‌های پیشین به شدت تخریب‌شده است.